# Julie Gholson
Julie Gholson (ur. 4 czerwca 1958) – amerykańska aktorka filmowa.

## Filmografia
- 1974: Where the Lilies Bloom jako Mary Call

## Nagrody i nominacje
Za rolę Mary Call w filmie Where the Lilies Bloom została nominowana do nagrody Złotego Globu.